# Meticonaxius monodon
Meticonaxius monodon is een tienpotigensoort uit de familie van de Micheleidae. De wetenschappelijke naam van de soort is voor het eerst geldig gepubliceerd in 1905 door de Man.